# David Sant
David Sant (1968) és un actor de mim, acròbata, marionetista, director, actor i guionista català establert al Regne Unit.
Nascut a Catalunya el 1968, es va establir al Regne Unit als anys noranta on va actuar i dirigir diverses companyies de teatre gestual, guanyant premis en festivals internacionals. El 2005 la BBC li va demanar de portar el seu talent còmic a la televisió i des de llavors dirigeix comèdies de situació i comèdies dramàtiques.
És també conegut per donar la veu al personatge principal de Pingu i altres caràcters masculins de la sèrie en les temporades 5 i 6.

## Filmografia

### Director/guionista
- Pinga In A Box (2005)
- Fast Forward (1991)
- My Spy Family
- Not Waving (2005)
- The Golf War (2007)
- Living with Two People You Like Individually... But Not as a Couple (2007)
- Comedy Cuts (2007)
- Coming of Age (2007–8)
- The Gym (2008)
- Scallywagga (2010)

### Actor
- My Family (2003) - cambrer del restaurant
- Pingu (2003–6) - Pingu, diversos personatges (veu)
- Doctor Who (2005) - autòmata
- Ideal (2005–11) - Cartoon Head, Enrique
- Columbus: The Lost Voyage (2007) - Bartolome Columbus
- Time Trumpet (2006) - ell mateix
- Comic Relief 2007: The Big One (2007) - ell mateix